# Xã Foster, Quận McKean, Pennsylvania
Xã Foster (tiếng Anh: Foster Township) là một xã thuộc quận McKean, tiểu bang Pennsylvania, Hoa Kỳ. Năm 2010, dân số của xã này là 4.316 người.